# Жак Зімако
Жак Зімако (фр. Jacques Zimako; 28 грудня 1951, Ліфу — 8 грудня 2021) — французький футболіст новокаледонського походження, що грав на позиції півзахисника.
Виступав, зокрема, за клуби «Бастія» та «Сент-Етьєн», а також національну збірну Франції.

## Клубна кар'єра
У дорослому футболі дебютував 1972 року виступами за команду «Бастія», в якій провів п'ять сезонів, взявши участь у 134 матчах Дивізіону 1, забивши 42 голи. Більшість часу, проведеного у складі «Бастії», був основним гравцем команди. У сезонах 1974/75 та 1976/77 він був одним із найкращих бомбардирів чемпіонату, забивши по 15 голів.
У 1977 році Зімако перейшов до «Сент-Етьєна», тодішнього «флагмана» французького клубного футболу. У наступні чотири роки він грав під керівництвом тренера Робера Ербена разом з такими зірками як Мішель Платіні, Жерар Жанвйон, Джонні Реп та інші. Його відмінною рисою вважали швидкість і дриблінг, а також вміння забивати голи прямим ударом з кутового, що він продемонстрував в матчі з «Арісом» з Салонік в Кубку УЄФА у 1979 році. З цією командою Жак Зімако виграв свій перший і єдиний чемпіонський титул у 1981 році. У тому ж році він також зіграв у фіналі кубка Франції, однак «Сент-Етьєн» програв 1:2 проти колишньому клубу Зімако «Бастії». Загалом за 4 роки у клубі півзахисник провів 152 матчі в усіх турнірах і забив 39 голів.
Протягом 1981—1983 років захищав кольори клубу «Сошо», після чого повернувся до рідної «Бастії» і захищав її кольори до припинення виступів на професійному рівні у 1985 році. Загалом у вищому дивізіоні Франції Жак Зімако провів 388 ігор та забив 91 гол.

## Виступи за збірну
26 червня 1977 року дебютував в офіційних матчах у складі національної збірної Франції в товариській грі проти Аргентини (0:0).
Загалом протягом кар'єри у національній команді, яка тривала 5 років, провів у її формі 13 матчів, забивши 2 голи.

## Титули та досягнення
- Чемпіон Франції: 1980/81